# Andamiro
Andamiro Entertainment — Публичная компания, основанная в Южной Корее в 1992 под названием Oksan Entertainment Co. Ltd. Позднее, в 1999 году, сменила название на Andamiro Entertainment. Главный офис компании находится в Сеуле.
Компания известна своими танцевальными симуляторами Pump It Up, а также производством корпусов для In the Groove 2.